# Carsten Mogensen
Carsten Mogensen (født 24. juli 1983 i Roskilde) er en dansk badmintonspiller, der har specialiseret sig i double. Han har en succesrig karriere i herredouble sammen med Mathias Boe.

## Karriere
Sammen med Mathias Boe har Carsten Mogensen blandt andet vundet sæsonfinalen i BWF Super Series 2010 i begyndelsen af januar 2011. Samtidig var parret øverstplaceret på verdensranglisten. Sammen med Boe har han flere gange vundet Copenhagen Masters (2011, 2013, 2014 og 2015) og en gang sammen med Mads Pieler Kolding (2012).
Carsten Mogensen og Mathias Boe vandt i 2011 og 2015  All England i herredouble, og i 2012 vandt de sølvmedalje ved OL i London efter finalenederlag til kineserne Cai Yun og Fu Haifeng.
Mogensen blev i februar 2016 under EM for hold i Kazan, Rusland, ramt af en aneurisme i hjernen og efterfølgende opereret herfor. Boe og Mogensen var blandt de oplagte deltagere til OL i Rio, men det så med denne alvorlige sygdom ud til, at parret måtte opgive deltagelsen. Imidlertid kom Carsten Mogensen overraskende hurtigt tilbage på træningsbanen, og 1. juni samme år spillede parret ved Indonesia Open deres første kamp efter Mogensens sygdom. Det lykkedes parret at blive klar til OL, hvor de blev elimineret i gruppespillet.
Turneringen All England i 2019, var den sidste han spillede med Matthias Boe. Han spiller nu sammen med Mads Kolding.

## Privatliv
Carsten Mogensen har tidligere været gift med bordtennisspilleren Mie Skov. Parret har sammen sønnen Benjamin, der blev født i 2015.
Carsten Mogensen arbejder til daglig i badmintonbutikken "Ketcherxperten" i Greve/Hundige Strand.